# Dusk to Dawn
Pour plus de détails, voir Fiche technique et Distribution.
Dusk to Dawn est un film américain réalisé par King Vidor, sorti en 1922.

## Synopsis
Lorsqu'elle rêve, Marjorie se voit en Aziza, une voleuse en Inde. Elle ne trouvera la paix que lorsque son double mourra lors d'un de ses rêves.

## Fiche technique
- Titre original : Dusk to Dawn
- Réalisation : King Vidor
- Scénario : Frank Howard Clark, d'après "The Shuttle Soul" de Katherine Hill
- Photographie : George Barnes
- Production : King Vidor
- Société de production : Florence Vidor Productions
- Société de distribution : Associated Exhibitors
- Pays de production :  États-Unis
- Langue originale : anglais
- Format : Noir et blanc - 35 mm - 1,37:1 - Muet
- Genre : Drame
- Durée : 60 minutes (6 bobines)
- Date de sortie :
  - États-Unis : 27 août 1922
- Licence : Domaine public

## Distribution
- Florence Vidor : Marjorie Latham / Aziza
- Jack Mulhall : Philip Randall
- Truman Van Dyke : Ralph Latham
- James Neill : John Latham
- Lydia Knott : Mme Latham
- Herbert Fortier : Mark Randall
- Norris Johnson : Babette
- Nellie Anderson : Marua
- Sidney Franklin : Nadar Gungi
- Peter Burke : Itjah Nyhal Singh